# Kajakarstwo na Letnich Igrzyskach Olimpijskich 2024 – cross K-1 kobiet
Cross K-1 kobiet – konkurencja kajakarska, rozegrana podczas Letnich Igrzysk Olimpijskich 2024 w Paryżu. Rywalizacja odbyła się w dniach 2 – 5 sierpnia 2024.

## Terminarz
| Data            | Godzina rozpoczęcia (CET) | Runda         |
| --------------- | ------------------------- | ------------- |
| 2 sierpnia 2024 | 16:40                     | Próba czasowa |
| 3 sierpnia 2024 | 15:30                     | Runda 1.      |
| 3 sierpnia 2024 | 18:05                     | Repasaże      |
| 4 sierpnia 2024 | 16:45                     | Eliminacje    |
| 5 sierpnia 2024 | 15:30                     | Ćwierćfinały  |
| 5 sierpnia 2024 | 16:15                     | Półfinały     |
| 5 sierpnia 2024 | 16:43                     | Finał         |

## Wyniki

### Próba czasowa
Źródło: olympics.com.
| Poz. | Zawodniczka             | Reprezentacja     | Czas  | Strata | Uwagi   |
| ---- | ----------------------- | ----------------- | ----- | ------ | ------- |
| 1.   | Camille Prigent         | Francja           | 70,33 | –      |         |
| 2.   | Jessica Fox             | Australia         | 70,84 | +0,51  |         |
| 3.   | Mallory Franklin        | Wielka Brytania   | 71,85 | +1,52  |         |
| 4.   | Luuka Jones             | Nowa Zelandia     | 72,10 | +1,77  |         |
| 5.   | Ana Sátila              | Brazylia          | 72,64 | +2,31  |         |
| 6.   | Evy Leibfarth           | Stany Zjednoczone | 72,66 | +2,33  |         |
| 7.   | Ricarda Funk            | Niemcy            | 72,89 | +2,56  |         |
| 8.   | Noemie Fox              | Australia         | 73,09 | +2,76  |         |
| 9.   | Mònica Dòria Vilarrubla | Andora            | 73,15 | +2,82  |         |
| 10.  | Angèle Hug              | Francja           | 73,27 | +2,94  |         |
| 11.  | Antonie Galušková       | Czechy            | 73,75 | +3,42  |         |
| 12.  | Eva Terčelj             | Słowenia          | 74,00 | +3,67  |         |
| 13.  | Elena Lilik             | Niemcy            | 74,19 | +3,86  |         |
| 14.  | Lena Teunissen          | Holandia          | 74,24 | +3,91  |         |
| 15.  | Miren Lazkano           | Hiszpania         | 74,77 | +4,44  |         |
| 16.  | Kimberley Woods         | Wielka Brytania   | 74,98 | +4,65  |         |
| 17.  | Stefanie Horn           | Włochy            | 75,19 | +4,86  |         |
| 18.  | Klaudia Zwolińska       | Polska            | 75,19 | +4,86  |         |
| 19.  | Maialen Chourraut       | Hiszpania         | 75,23 | +4,90  |         |
| 20.  | Eliška Mintálová        | Słowacja          | 75,26 | +4,93  |         |
| 21.  | Eva Alina Hočevar       | Słowenia          | 76,48 | +6,15  |         |
| 22.  | Corinna Kuhnle          | Austria           | 76,55 | +6,22  |         |
| 23.  | Chang Chu-han           | Chińskie Tajpej   | 76,58 | +6,25  |         |
| 24.  | Carole Bouzidi          | Algieria          | 76,68 | +6,35  |         |
| 25.  | Li Shiting              | Chiny             | 77,40 | +7,07  |         |
| 26.  | Wiktorija Us            | Ukraina           | 78,18 | +7,85  |         |
| 27.  | Alena Marx              | Szwajcaria        | 78,29 | +7,96  |         |
| 28.  | Marta Bertoncelli       | Włochy            | 78,38 | +8,05  |         |
| 29.  | Martina Wegman          | Holandia          | 78,64 | +8,31  |         |
| 30.  | Zuzana Paňková          | Słowacja          | 79,36 | +9,03  |         |
| 31.  | Aki Yazawa              | Japonia           | 79,96 | +9,63  |         |
| 32.  | Viktoria Wolffhardt     | Austria           | 80,83 | +10,50 |         |
| 33.  | Tereza Fišerová         | Czechy            | 81,17 | +10,84 |         |
| 34.  | Sofia Reinoso           | Meksyk            | 82,99 | +12,66 |         |
| 35.  | Madison Corcoran        | Irlandia          | 83,49 | +13,16 |         |
| 36.  | Haruka Okazaki          | Japonia           | 84,16 | +13,83 |         |
| 37.  | Lois Betteridge         | Kanada            | 79,76 | +9,43  | FLT (R) |

### Runda 1.
Dwie pierwsze zawodniczki z każdego biegu awansowały do eliminacji, pozostałe trafiły do repasaży. Źródło: olympics.com.
Bieg 1.
| Poz. | Zawodniczka     | Reprezentacja | Uwagi       |
| ---- | --------------- | ------------- | ----------- |
| 1.   | Camille Prigent | Francja       | H           |
| 2.   | Eva Terčelj     | Słowenia      | H           |
| 3.   | Tereza Fišerová | Czechy        | FLT (8), RE |

Bieg 2.
| Poz. | Zawodniczka         | Reprezentacja | Uwagi |
| ---- | ------------------- | ------------- | ----- |
| 1.   | Elena Lilik         | Niemcy        | H     |
| 2.   | Jessica Fox         | Australia     | H     |
| 3.   | Viktoria Wolffhardt | Austria       | RE    |

Bieg 3.
| Poz. | Zawodniczka      | Reprezentacja   | Uwagi       |
| ---- | ---------------- | --------------- | ----------- |
| 1.   | Mallory Franklin | Wielka Brytania | H           |
| 2.   | Lena Teunissen   | Holandia        | H           |
| 3.   | Aki Yazawa       | Japonia         | FLT (4), RE |

Bieg 4.
| Poz. | Zawodniczka    | Reprezentacja | Uwagi |
| ---- | -------------- | ------------- | ----- |
| 1.   | Miren Lazkano  | Hiszpania     | H     |
| 2.   | Luuka Jones    | Nowa Zelandia | H     |
| 3.   | Zuzana Paňková | Słowacja      | RE    |

Bieg 5.
| Poz. | Zawodniczka     | Reprezentacja   | Uwagi       |
| ---- | --------------- | --------------- | ----------- |
| 1.   | Kimberley Woods | Wielka Brytania | H           |
| 2.   | Martina Wegman  | Holandia        | H           |
| 3.   | Ana Sátila      | Brazylia        | FLT (8), RE |

Bieg 6.
| Poz. | Zawodniczka       | Reprezentacja     | Uwagi       |
| ---- | ----------------- | ----------------- | ----------- |
| 1.   | Evy Leibfarth     | Stany Zjednoczone | H           |
| 2.   | Marta Bertoncelli | Włochy            | H           |
| 3.   | Stefanie Horn     | Włochy            | FLT (2), RE |

Bieg 7.
| Poz. | Zawodniczka       | Reprezentacja | Uwagi |
| ---- | ----------------- | ------------- | ----- |
| 1.   | Ricarda Funk      | Niemcy        | H     |
| 2.   | Alena Marx        | Szwajcaria    | H     |
| 3.   | Klaudia Zwolińska | Polska        | RE    |

Bieg 8.
| Poz. | Zawodniczka       | Reprezentacja | Uwagi       |
| ---- | ----------------- | ------------- | ----------- |
| 1.   | Noemie Fox        | Australia     | H           |
| 2.   | Wiktorija Us      | Ukraina       | H           |
| 3.   | Maialen Chourraut | Hiszpania     | RE          |
| 4.   | Lois Betteridge   | Kanada        | FLT (4), RE |

Bieg 9.
| Poz. | Zawodniczka             | Reprezentacja | Uwagi       |
| ---- | ----------------------- | ------------- | ----------- |
| 1.   | Mònica Dòria Vilarrubla | Andora        | H           |
| 2.   | Eliška Mintálová        | Słowacja      | H           |
| 3.   | Li Shiting              | Chiny         | RE          |
| 4.   | Haruka Okazaki          | Japonia       | FLT (1), RE |

Bieg 10.
| Poz. | Zawodniczka       | Reprezentacja | Uwagi       |
| ---- | ----------------- | ------------- | ----------- |
| 1.   | Angèle Hug        | Francja       | H           |
| 2.   | Carole Bouzidi    | Algieria      | H           |
| 3.   | Eva Alina Hočevar | Słowenia      | FLT (6), RE |
| 4.   | Madison Corcoran  | Irlandia      | FLT (6), RE |

Bieg 11.
| Poz. | Zawodniczka       | Reprezentacja   | Uwagi             |
| ---- | ----------------- | --------------- | ----------------- |
| 1.   | Antonie Galušková | Czechy          | H                 |
| 2.   | Sofia Reinoso     | Meksyk          | H                 |
| 3.   | Chang Chu-han     | Chińskie Tajpej | RE                |
| 4.   | Corinna Kuhnle    | Austria         | FLT (R, 2, 3), RE |

### Repasaże
Dwie pierwsze zawodniczki z każdego biegu awansowały do eliminacji. Źródło: olympics.com.
Bieg 1.
| Poz. | Zawodniczka     | Reprezentacja | Uwagi |
| ---- | --------------- | ------------- | ----- |
| 1.   | Ana Sátila      | Brazylia      | H     |
| 2.   | Lois Betteridge | Kanada        | H     |
| 3.   | Corinna Kuhnle  | Austria       |       |

Bieg 2.
| Poz. | Zawodniczka    | Reprezentacja   | Uwagi |
| ---- | -------------- | --------------- | ----- |
| 1.   | Stefanie Horn  | Włochy          | H     |
| 2.   | Chang Chu-han  | Chińskie Tajpej | H     |
| 3.   | Haruka Okazaki | Japonia         |       |

Bieg 3.
| Poz. | Zawodniczka       | Reprezentacja | Uwagi   |
| ---- | ----------------- | ------------- | ------- |
| 1.   | Klaudia Zwolińska | Polska        | H       |
| 2.   | Madison Corcoran  | Irlandia      | H       |
| 3.   | Li Shiting        | Chiny         | FLT (8) |

Bieg 4.
| Poz. | Zawodniczka       | Reprezentacja | Uwagi |
| ---- | ----------------- | ------------- | ----- |
| 1.   | Tereza Fišerová   | Czechy        | H     |
| 2.   | Maialen Chourraut | Hiszpania     | H     |
| 3.   | Zuzana Paňková    | Słowacja      |       |

Bieg 5.
| Poz. | Zawodniczka         | Reprezentacja | Uwagi |
| ---- | ------------------- | ------------- | ----- |
| 1.   | Eva Alina Hočevar   | Słowenia      | H     |
| 2.   | Viktoria Wolffhardt | Austria       | H     |
| 3.   | Aki Yazawa          | Japonia       |       |

### Eliminacje
Dwie pierwsze zawodniczki z każdego biegu awansowały do ćwierćfinałów. Źródło: olympics.com.
Bieg 1.
| Poz. | Zawodniczka      | Reprezentacja | Uwagi   |
| ---- | ---------------- | ------------- | ------- |
| 1.   | Camille Prigent  | Francja       | QF      |
| 2.   | Carole Bouzidi   | Algieria      | QF      |
| 3.   | Lois Betteridge  | Kanada        |         |
| 4.   | Eliška Mintálová | Słowacja      | FLT (8) |

Bieg 2.
| Poz. | Zawodniczka       | Reprezentacja | Uwagi   |
| ---- | ----------------- | ------------- | ------- |
| 1.   | Elena Lilik       | Niemcy        | QF      |
| 2.   | Stefanie Horn     | Włochy        | QF      |
| 3.   | Klaudia Zwolińska | Polska        |         |
| 4.   | Antonie Galušková | Czechy        | FLT (R) |

Bieg 3.
| Poz. | Zawodniczka       | Reprezentacja | Uwagi |
| ---- | ----------------- | ------------- | ----- |
| 1.   | Noemie Fox        | Australia     | QF    |
| 2.   | Maialen Chourraut | Hiszpania     | QF    |
| 3.   | Martina Wegman    | Holandia      |       |
| 4.   | Jessica Fox       | Australia     |       |

Bieg 4.
| Poz. | Zawodniczka       | Reprezentacja   | Uwagi   |
| ---- | ----------------- | --------------- | ------- |
| 1.   | Luuka Jones       | Nowa Zelandia   | QF      |
| 2.   | Ricarda Funk      | Niemcy          | QF      |
| 3.   | Marta Bertoncelli | Włochy          |         |
| 4.   | Chang Chu-han     | Chińskie Tajpej | FLT (R) |

Bieg 5.
| Poz. | Zawodniczka         | Reprezentacja     | Uwagi |
| ---- | ------------------- | ----------------- | ----- |
| 1.   | Evy Leibfarth       | Stany Zjednoczone | QF    |
| 2.   | Alena Marx          | Szwajcaria        | QF    |
| 3.   | Eva Terčelj         | Słowenia          |       |
| 4.   | Viktoria Wolffhardt | Austria           |       |

Bieg 6.
| Poz. | Zawodniczka             | Reprezentacja   | Uwagi |
| ---- | ----------------------- | --------------- | ----- |
| 1.   | Kimberley Woods         | Wielka Brytania | QF    |
| 2.   | Mònica Dòria Vilarrubla | Andora          | QF    |
| 3.   | Tereza Fišerová         | Czechy          |       |
| 4.   | Sofia Reinoso           | Meksyk          |       |

Bieg 7.
| Poz. | Zawodniczka       | Reprezentacja | Uwagi   |
| ---- | ----------------- | ------------- | ------- |
| 1.   | Angèle Hug        | Francja       | QF      |
| 2.   | Ana Sátila        | Brazylia      | QF      |
| 3.   | Miren Lazkano     | Hiszpania     |         |
| 4.   | Eva Alina Hočevar | Słowenia      | FLT (6) |

Bieg 8.
| Poz. | Zawodniczka      | Reprezentacja   | Uwagi |
| ---- | ---------------- | --------------- | ----- |
| 1.   | Mallory Franklin | Wielka Brytania | QF    |
| 2.   | Wiktorija Us     | Ukraina         | QF    |
| 3.   | Lena Teunissen   | Holandia        |       |
| 4.   | Madison Corcoran | Irlandia        |       |

### Ćwierćfinały
Dwie pierwsze zawodniczki z każdego biegu awansowały do półfinałów. Źródło: olympics.com.
Bieg 1.
| Poz. | Zawodniczka     | Reprezentacja | Uwagi |
| ---- | --------------- | ------------- | ----- |
| 1.   | Elena Lilik     | Niemcy        | SF    |
| 2.   | Carole Bouzidi  | Algieria      | SF    |
| 3.   | Camille Prigent | Francja       |       |
| 4.   | Stefanie Horn   | Włochy        |       |

Bieg 2.
| Poz. | Zawodniczka       | Reprezentacja | Uwagi   |
| ---- | ----------------- | ------------- | ------- |
| 1.   | Noemie Fox        | Australia     | SF      |
| 2.   | Luuka Jones       | Nowa Zelandia | SF      |
| 3.   | Maialen Chourraut | Hiszpania     |         |
| 4.   | Ricarda Funk      | Niemcy        | FLT (5) |

Bieg 3.
| Poz. | Zawodniczka             | Reprezentacja     | Uwagi   |
| ---- | ----------------------- | ----------------- | ------- |
| 1.   | Kimberley Woods         | Wielka Brytania   | SF      |
| 2.   | Alena Marx              | Szwajcaria        | SF      |
| 3.   | Evy Leibfarth           | Stany Zjednoczone |         |
| 4.   | Mònica Dòria Vilarrubla | Andora            | FLT (2) |

Bieg 4.
| Poz. | Zawodniczka      | Reprezentacja   | Uwagi   |
| ---- | ---------------- | --------------- | ------- |
| 1.   | Angèle Hug       | Francja         | SF      |
| 2.   | Ana Sátila       | Brazylia        | SF      |
| 3.   | Wiktorija Us     | Ukraina         |         |
| 4.   | Mallory Franklin | Wielka Brytania | FLT (R) |

### Półfinały
Dwie pierwsze zawodniczki z każdego biegu awansowały do finału, pozostałe trafiły do małego finału. Źródło: olympics.com.
Bieg 1.
| Poz. | Zawodniczka    | Reprezentacja | Uwagi       |
| ---- | -------------- | ------------- | ----------- |
| 1.   | Noemie Fox     | Australia     | F           |
| 2.   | Elena Lilik    | Niemcy        | F           |
| 3.   | Carole Bouzidi | Algieria      | FLT (6), SM |
| 4.   | Luuka Jones    | Nowa Zelandia | FLT (5), SM |

Bieg 2.
| Poz. | Zawodniczka     | Reprezentacja   | Uwagi |
| ---- | --------------- | --------------- | ----- |
| 1.   | Kimberley Woods | Wielka Brytania | F     |
| 2.   | Angèle Hug      | Francja         | F     |
| 3.   | Ana Sátila      | Brazylia        | SM    |
| 4.   | Alena Marx      | Szwajcaria      | SM    |

### Finały
Źródło: olympics.com.
Finał
| Poz. | Zawodniczka     | Reprezentacja   | Uwagi   |
| ---- | --------------- | --------------- | ------- |
| 1 !  | Noemie Fox      | Australia       |         |
| 2 !  | Angèle Hug      | Francja         |         |
| 3 !  | Kimberley Woods | Wielka Brytania |         |
| 4.   | Elena Lilik     | Niemcy          | FLT (2) |

Mały finał
| Poz. | Zawodniczka    | Reprezentacja | Uwagi |
| ---- | -------------- | ------------- | ----- |
| 1.   | Luuka Jones    | Nowa Zelandia |       |
| 2.   | Alena Marx     | Szwajcaria    |       |
| 3.   | Carole Bouzidi | Algieria      |       |
| 4.   | Ana Sátila     | Brazylia      |       |